# Kiermas (jezioro)
Kiermas – jezioro w woj. warmińsko-mazurskim, w pow. olsztyńskim, w gminie Barczewo, leżące na terenie Pojezierza Olsztyńskiego.
Powierzchnia zwierciadła wody według różnych źródeł wynosi od 69,2 ha do 70 ha.
Zwierciadło wody położone jest na wysokości 109,0 m n.p.m. lub 108,8 m n.p.m. Średnia głębokość jeziora wynosi 3,1 m, natomiast głębokość maksymalna 9,3 m.
Atrakcyjne miejsce ornitologiczne położone nad zarośniętą, oddzieloną zatoką jeziora Kiermas. Zlokalizowane jest na zachód od miejscowości Barczewo, 14 km od Olsztyna.

## Fauna
Porośnięte z każdej strony bujną roślinnością szuwarową, zaroślami wierzby i olchy w pasie 3-5 metrów, w których występują potrzos, rokitniczka, trzciniak, trzcinniczek, świerszczak, brzęczka, bąk. Z blaszkodziobych: krzyżówka, świstun, krakwa, cyraneczka, głowienka, gągoł, nurogęś, łabędź niemy, łabędź krzykliwy i gęś zbożowa. Poza tym: kormoran, perkoz dwuczuby, perkoz rdzawoszyi, perkozek, łyska, kokoszka. Siewkowe: śmieszka, mewa pospolita, mewa srebrzysta, mewa mała, rybitwa rzeczna, rybitwa czarna, która w roku 2005 tworzyła tam kolonię, kwokacz, czajka, samotnik.
Poza wymienionymi gatunkami łatwo można zobaczyć zimorodka. Na polowanie przylatuje czapla siwa, bocian czarny, bielik, rybołów, orlik krzykliwy. Wokół jeziora występują: derkacz, wodnik, pliszka żółta, pliszka siwa, wrona siwa, szpak, sroka, srokosz, skowronek, lerka, łozówka, żuraw, bocian biały, błotniak łąkowy i stawowy, myszołów, myszołów włochaty.
Rzeka przepływająca przez jezioro nie pozwala zamarznąć wodzie i czasami można zobaczyć zimujące na nim kaczki i łabędzie. Niedaleko znajduje się ferma indyków, gdzie zimą gromadzą się kruki i bieliki.